# Lipki (Kaliningrad)
Lipki (russisch Липки, deutsch Lenkimmen, 1938–1945 Uhlenhorst) ist ein Ort in der russischen Oblast Kaliningrad. Er gehört zur kommunalen Selbstverwaltungseinheit Munizipalkreis Osjorsk im Rajon Osjorsk.

## Geographische Lage
Lipki liegt 16 Kilometer nordwestlich der Rajonstadt Osjorsk (Darkehmen/Angerapp) an dem kleinen Fluss Udelnaja (dt. Delinga, 1938–1945: Schleifenbach). Durch den Ort führt die Kommunalstraße 27K-160 von Krasnojarskoje (Sodehnen) an der Regionalstraße 27A-043 (ex R517) nach Sadowoje (Szallgirren/Kreuzhausen) an der Regionalstraße 27A-037 (ex A197). Ein Bahnanschluss besteht nicht.

## Geschichte
Im Gutsbezirk Lenkimmen lebten im Jahre 1818 99 Einwohner. Ihre Zahl stieg bis 1863 auf 181, betrug 1907 bereits 204 und 1925 schon 221. Am 30. September 1928 schloss sich Lenkimmen (Domäne) mit der Landgemeinde Lasdienen zur neuen Landgemeinde Lenkimmen im Amtsbezirk Jurgaitschen (1938–1945 Jürgenfelde, heute russisch: Judino) zusammen. Zwei Monate später wurden Teile von Lenkimmen in die Landgemeinde Elkinehlen (1938–1945 Elken, heute russisch: Donskoje) umgegliedert.
Im Jahre 1933 und im Jahre 1939 wurden in Lenkimmen jeweils 207 Einwohner gezählt. Am 3. Juni 1938 – mit amtlicher Bestätigung vom 16. Juli 1938 – wurde Lenkimmen aus politisch-ideologischen Gründen in „Uhlenhorst“ umbenannt. Bis 1945 gehörte das Dorf zum Kreis Darkehmen (1938 Kreis Angerapp, 1939–1945 Landkreis Angerapp) im Regierungsbezirk Gumbinnen der preußischen Provinz Ostpreußen.
Infolge des Zweiten Weltkrieges kam der Ort mit dem gesamten nördlichen Ostpreußen unter sowjetische Administration. Im Jahr 1947 erhielt er den russischen Namen „Lipki“ und wurde gleichzeitig dem Dorfsowjet Nowostrojewski selski Sowet im Rajon Osjorsk zugeordnet. Von 2008 bis 2014 gehörte Lipki zur Landgemeinde Nowostrojewskoje selskoje posselenije, von 2015 bis 2020 zum Stadtkreis Osjorsk und seither zum Munizipalkreis Osjorsk.

## Kirche
Lenkimmen/Uhlenhorst gehörte bis 1945 mit seiner fast ausnahmslos evangelischen Bevölkerung zum Kirchspiel Ballethen (seit 1946: Sadowoje) im Kirchenkreis Darkehmen (1938–1946 Angerapp, seit 1946: Osjorsk) in der Kirchenprovinz Ostpreußen der Kirche der Altpreußischen Union. Letzter deutscher Geistlicher war Pfarrer Joachim Großkreutz.
In der Zeit der Sowjetunion war kirchliches Leben verboten. Erst in den 1990er Jahren gründeten sich in der Oblast Kaliningrad zahlreiche neue evangelische Gemeinden. Lipki liegt im Einzugsbereich der Gemeinde in Tschernjachowsk (Insterburg), die in die ebenfalls neu errichtete Propstei Kaliningrad innerhalb der Evangelisch-Lutherischen Kirche Europäisches Russland (ELKER) eingegliedert ist.